# Kirche Scheuder

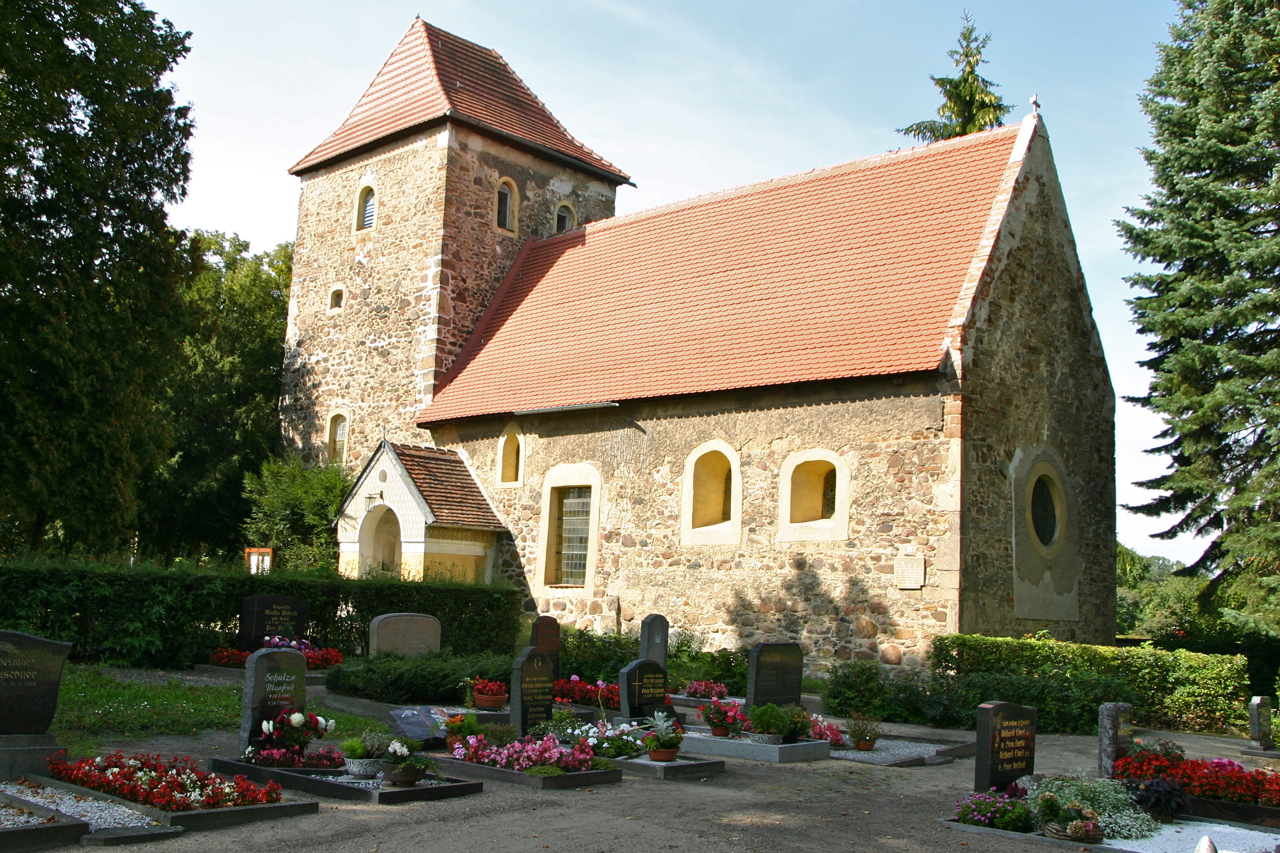
Kirche in Scheuder

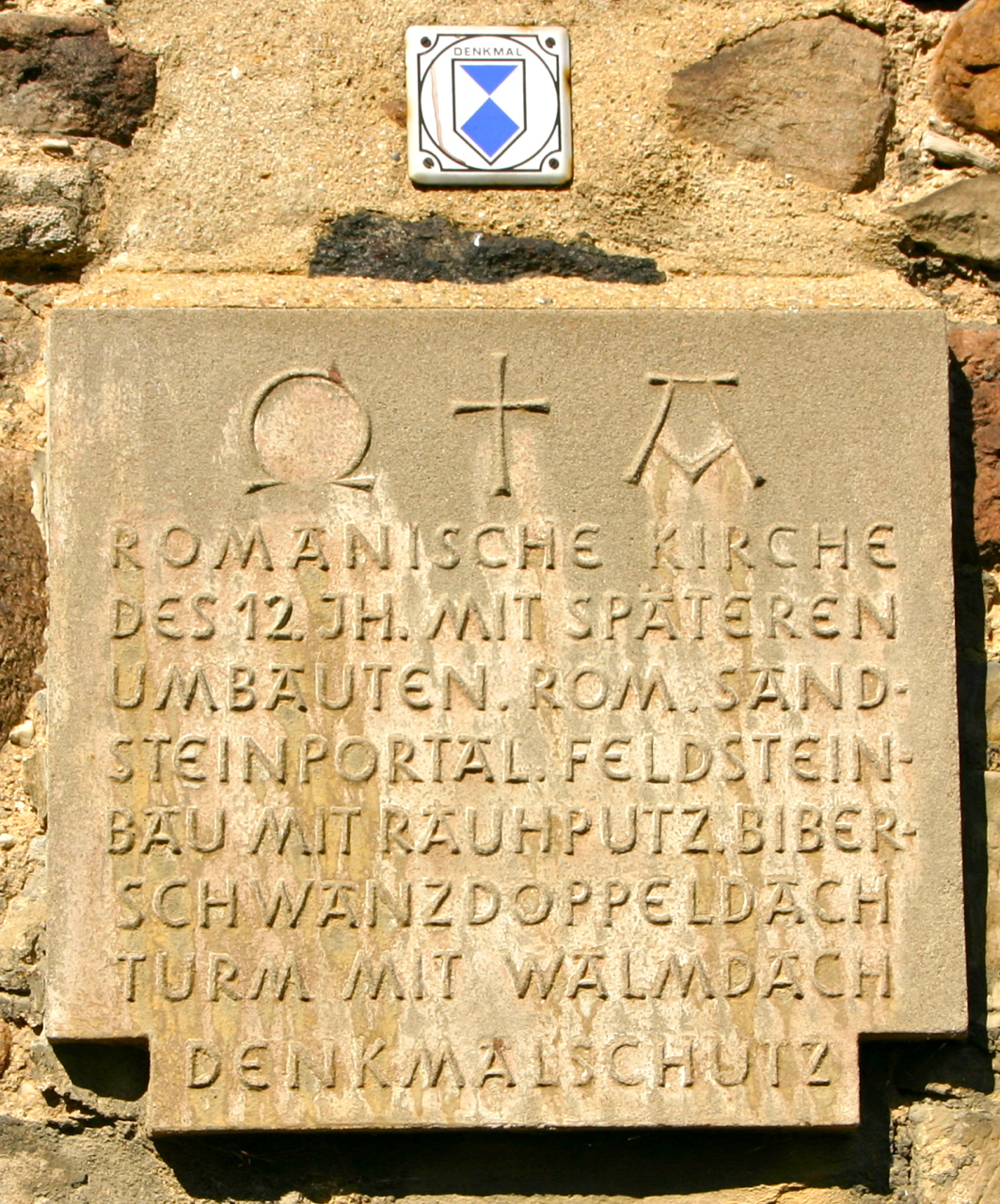
Tafel

Die evangelische Kirche Scheuder ist eine romanische Feldsteinkirche in Scheuder und steht als Kulturdenkmal unter Denkmalschutz.
Die Kirche Scheuder geht auf das Jahr 1132 als „Burgus“ zurück. Diesen ließ Albrecht der Bär als Wehrturm errichten. Die Erweiterung des Burgus zur Kirche durch einen Anbau eines Chorraumes mit Apsis und Triumphbogen erfolgte 1149.
Das Glockenbuch für das Herzogtum Anhalt berichtet darüber, in der Kirche gäbe es eine sehr alte und wertvolle Glocke. Die Glocke aus dem 12. Jahrhundert habe die Inschrift „O Rex Glorie veni cum pace“ getragen. Diese Glocke besteht jedoch nicht mehr. Ab August 1846 war Christian Stein Pfarrer in Scheuder. Nach der Märzrevolution war er liberaler Landtagsabgeordneter. Um seine Pfarrersstelle nicht zu verlieren, widerrief er daher gegenüber der Pastoralgesellschaft seine Positionen und richtete am 19. Februar 1852 ein Gnadengesuch an den Herzog. Als Zeichen sichtbarer Reue stiftete er eine Glocke für die Kirche, die heute noch bestehende Sühneglocke. Daneben bestehen zwei kleinere Glocken aus dem Jahr 1975, die von Pfarrer Weißenborn gestiftet wurden.
Die Apsis schmückt ein kreisrundes Bleiglasfenster mit einem Motiv des Guten Hirten.